# Charles-Louis Clérisseau

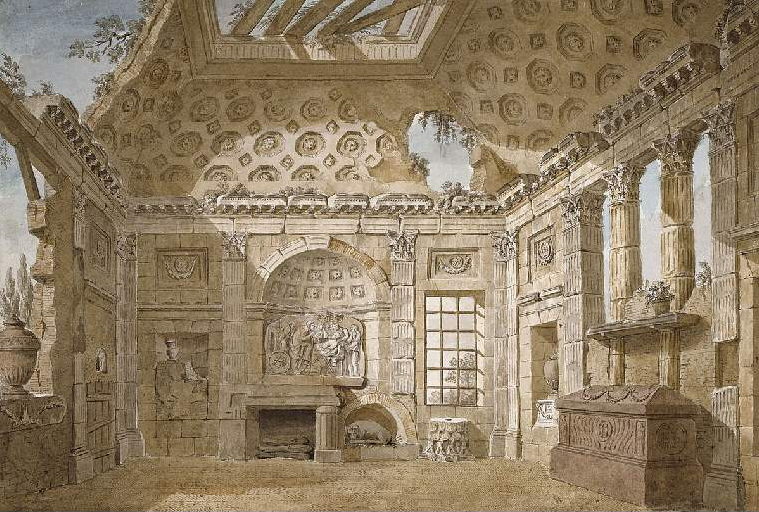
Ruiny rzymskiego pokoju malowane gwaszem

Charles-Louis Clerisseu (ur. 28 sierpnia 1721 w Paryżu, zm. 19 stycznia 1820 w Auteuil) – francuski architekt i malarz.
Był uczniem malarza Giovanniego Paolo Panniniego oraz architekta Germaina Boffranda. Otrzymał stypendium na studia w Akademii Francuskiej w Rzymie. Po sporze z dyrektorem akademii Charlesem-Josephem Natoirem opuścił Rzym udając się w 1755 do Florencji. Spotkał się tam i zaprzyjaźnił z Robertem Adamem, znanym szkockim architektem.
Od 1769 był członkiem Królewskiej Akademii Malarstwa i Rzeźby w Paryżu. Zwrócił uwagę carycy Katarzyny II, chociaż nigdy nie był w Rosji i jej nie spotkał. Został przez nią mianowany architektem cesarskiego dworu Rosji i członkiem Akademii Sztuk Pięknych w Petersburgu. 18 lutego 1815 został kawalerem Legii Honorowej.